# Enrique Padilla
Enrique Padilla (San Miguel de Tucumán,Tucumán; 12 de junio de 1890 - 1966) fue un militar y un jugador de polo argentino ganador de la medalla de oro en los Juegos Olímpicos de París 1924, junto a Juan Miles, Juan Nelson, Arturo Kenny, Guillermo Brooke Naylor y Alfredo Peña, la primera obtenida por el deporte de ese país.

## Biografía
Nacido de una tradicional familia tucumana, Enrique Padilla, se introduce en el mundo del deporte con la práctica de fútbol, en el club pionero de este deporte en el norte argentino: Atlético Tucumán, pero a sus 18 años iniciaría su carrera militar. Padilla llegó al grado de coronel. Formó parte del grupo de jugadores de polo que, a comienzos de la década de 1920, estableció la preeminencia mundial del polo argentino sobre el británico y el estadounidense, hasta entonces dominantes. En aquel momento los jugadores argentinos de polo, eran mayoritariamente pertenecientes a la colectividad británica; Padilla fue uno de los primeros «criollos» en alcanzar el seleccionado de Argentina.

## La medalla de oro de 1924
Padilla, con 6 goles de hándicap, integró el seleccionado argentino de polo que obtuvo la medalla de oro en los Juegos Olímpicos de París 1924, jugando de 3 en el equipo titular, formado también por Juan Nelson (33 años, 7 hcp.) de 2, Juan Miles (29 años, 7 hcp.) de back y Arturo Kenny (34 años, 5 hcp.) de delantero, jugando todos los partidos.
Participaron cinco países (Argentina, Gran  Bretaña, España, Estados Unidos y Francia) y jugaron todos contra todos. El favorito era Estados Unidos, con un equipo de 26 de hándicap liderado por Tommy Hitchcock, 10 de hándicap y uno de los mejores jugadores de todos los tiempos. El partido clave fue entonces el que la Argentina jugó con Estados Unidos, el 6 de julio de ese año. Se trató de un partido muy parejo que llegó empatado en 5 goles por bando al último chukker, para ser definido a favor por 6-5, con un gol, de Juan Nelson, a pocos segundos de la finalización. El equipo fue llamado Los Cuatro Grandes del Sur. En total convirtió 46 goles a favor y recibió 14 en contra.
Luego de vencer a Estados Unidos, Argentina debía aún enfrentarse a Gran Bretaña, otro candidato a la medalla de oro, venciendo 9-5, y a Francia, en la última fecha jugada el 12 de julio, venciendo 15-2. Se trató, a la vez, de la primera medalla olímpica y la primera de oro obtenida por la Argentina.
El siguiente fue el cronograma de los partidos:
| Día         | Contrincantes              | Resultado |
| ----------- | -------------------------- | --------- |
| 28 de junio | Francia-Estados Unidos     | 1-13      |
| 1 de julio  | Estados Unidos-España      | 15-2      |
| 3 de julio  | Estados Unidos-Reino Unido | 10-2      |
| 4 de julio  | Argentina-España           | 16-2      |
| 5 de julio  | Francia-Reino Unido        | 2-16      |
| 6 de julio  | Argentina-Estados Unidos   | 6-5       |
| 7 de julio  | Reino Unido-España         | 10-3      |
| 9 de julio  | Argentina-Reino Unido      | 9-5       |
| 10 de julio | Francia-España             | 1-15      |
| 12 de julio | Francia-Argentina          | 2-15      |

Las posiciones finales fueron:
|   | País           | Pts. |
| - | -------------- | ---- |
| 1 | Argentina      | 7    |
| 2 | Estados Unidos | 5    |
| 3 | Gran Bretaña   | 4    |
| 4 | España         | 3    |
| 5 | Francia        | 2    |

## Homenaje
En su homenaje la Asociación Argentina de Polo realiza anualmente la Copa Coronel Enrique Padilla (handicap).